# Denkmal des Großen Kurfürsten (Minden)

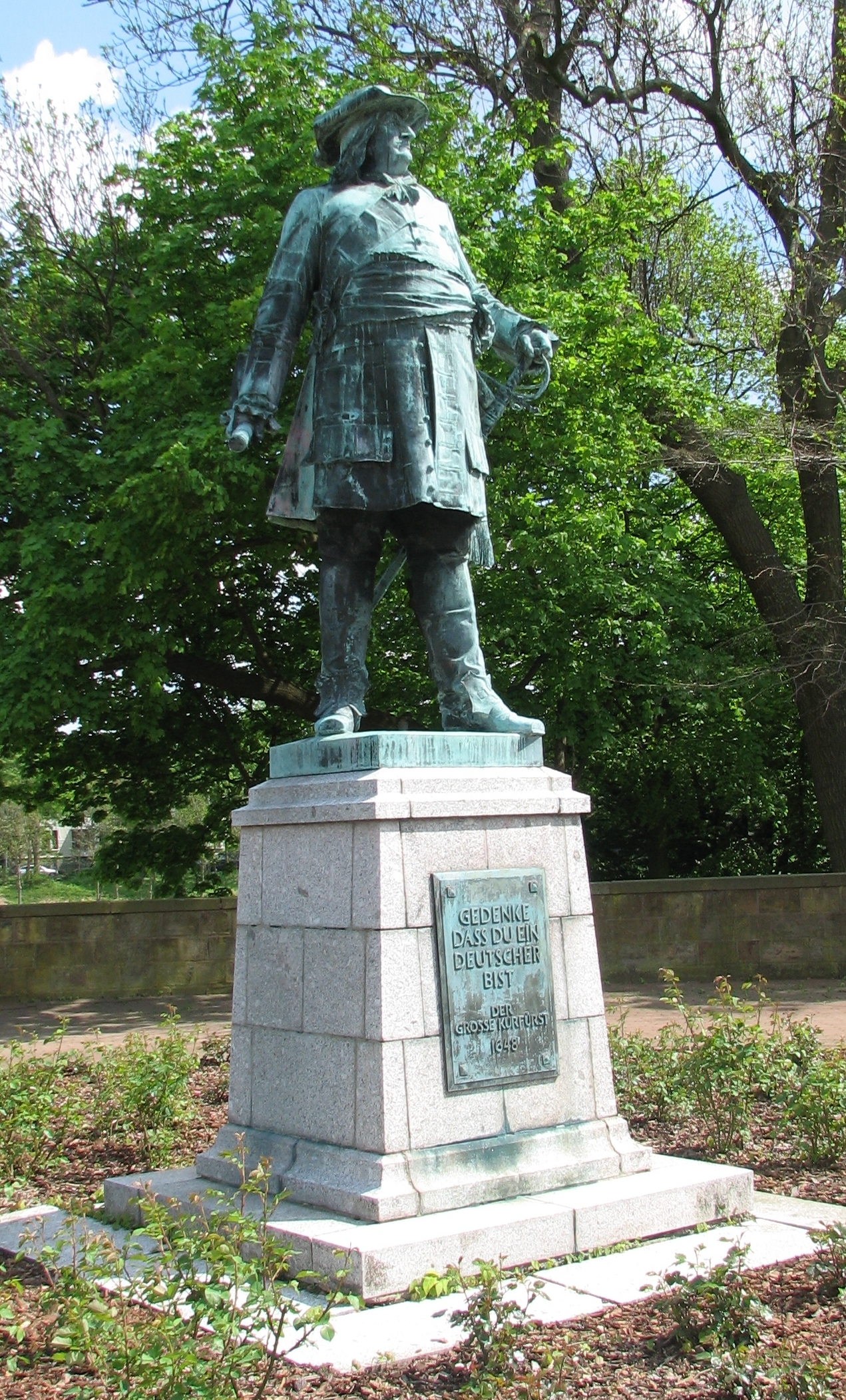
Das Denkmal südlich des Wesertors in Minden

Das Denkmal des Großen Kurfürsten ist ein Denkmal in der ostwestfälischen Stadt Minden zu Ehren Friedrich Wilhelms von Brandenburg. Es steht am Wesertor und damit am alten östlichen Stadteingang, an dem früher die Furt über die Weser ging und heute die Weserbrücke den Verkehr über die Weser leitet. Das Denkmal ist in die Denkmalliste der Stadt Minden eingetragen.

## Gestaltung
Das Denkmal zeigt den Kurfürsten von Brandenburg und Herzog in Preußen, der ab 1675 den Beinamen „der Große Kurfürst“ trug. Es erinnert an die Angliederung des Hochstifts Minden an Brandenburg-Preußen im Rahmen des Westfälischen Friedens 1648. Das bronzene Standbild steht auf einem mit Granitplatten verkleideten Betonsockel. Dort trägt eine Plakette die in Versalien gehaltene Inschrift: „Gedenke dass du ein Deutscher bist“. Darunter folgt, etwas kleiner: „Der Grosse Kurfürst“ und schließlich die Jahresangabe „1648“, die sich auf den Westfälischen Frieden bezieht. Allerdings ist die Anordnung insofern missverständlich, als daraus auch der irrtümliche Schluss gezogen werden kann, der Spruch stamme von 1648.

### Inschrift
Tatsächlich lässt sich der Spruch auf das Jahr 1658 zurückdatieren; er ist das Abschlusswort einer offiziellen kurbrandenburgischen Flugschrift, worin die Herrschaft fremder Nationen über deutsche Gebiete beklagt wird und zum Wiederaufbau des vom Krieg verheerten Landes aufgerufen wird. Unter anderem heißt es darin: „Was sind Rhein, Elbe, Oderstrom anderes als fremder Nationen Gefangene? Was ist unsere Freiheit und Religion anderes, als dass Fremde damit spotten? [...] Siehe an dein Vaterland, es ist gar jämmerlich zugerichtet und an Mark und Bein dermaßen ausgesogen, dass von dem einst so herrlichen Körper schon nichts mehr übrig ist als ein Skelett. Gedenke daran, dass du ein Deutscher bist!“ Der dem Großen Kurfürsten zugeschriebene, seinerzeit weithin bekannte Ausspruch fand später u. a. in zahlreichen Buchtiteln Verwendung und wurde auch in Gedichten thematisiert (u. a. von Anton Günther). Im 19. Jahrhundert machte der Alldeutsche Verband ihn zu seinem Wahlspruch, und schließlich wurde er auch für antisemitische Zwecke missbraucht, etwa von der Thule-Gesellschaft und den Nationalsozialisten. Nach dem Krieg wurde das Zitat wiederum von deutschen Heimatvertriebenen für sich in Anspruch genommen.

## Geschichte
Der Anlass für die Errichtung des Denkmals war der 250. Jahrestag der Zugehörigkeit Mindens zu Preußen am 24. Oktober 1898. Verwirklicht wurde ein Entwurf des Berliner Bildhauers Wilhelm Haverkamp, der als Sieger aus einem entsprechenden Ausschreibungswettbewerb hervorgegangen war. Allerdings nahm auch Kaiser Wilhelm II. zumindest auf die Gestaltung des Granitsockels Einfluss, der sich von der heutigen deutlich unterschied. Daran waren auf Bronzeplatten waren neben dem Datum des Anlasses, einer Widmung und dem o. g. Ausspruch des Großen Kurfürsten ein weiterer, ebenfalls ihm zugeschriebener aufgeführt: „Für Gott und das Volk“. Für den Standort wurde ein eigenes Rondell geschaffen.
Das Denkmal wurde am 18. Juni 1901, dem Jahrestag der Schlacht von Fehrbellin, in Anwesenheit des Kronprinzen Wilhelm feierlich enthüllt. Es war zum großen Teil aus Spenden der Bevölkerung finanziert worden.
Nach dem Zweiten Weltkrieg wurde das Denkmal von der britischen Besatzungsmacht abgebaut, um Platz für eine Straße zu schaffen; dabei blieb die Figur erhalten, aber der Sockel ging verloren. 1948/49 erfolgte ein Wiederaufbau auf der Nordseite der wiederhergestellten Weserbrücke unter der Leitung von Werner March. Er stellte die Figur auf einen vier Meter hohen Sandsteinsockel, worin die heutige noch existierende Schrifttafel eingelassen war. Die Wiedereinweihung erfolgte am 21. Oktober 1949. Schließlich erfolgte im Jahre 1976 ein weiterer Ortswechsel, und zwar zurück auf die Südseite der Brücke. Die Figur steht nunmehr auf einem 1,5 Meter hohen Betonsockel, der seit 1993 mit Granitplatten verkleidet ist. Bei den jeweiligen Umzügen bzw. Umbauten wurde jedes Mal auch die Kopfrichtung der Figur geändert, die ursprünglich nach Westen gerichtet war. Heute blickt die Figur nach Süden.

## Sonstiges
Eine am 21. Juni 1901, nahezu zeitgleich mit dem Original, vor der Marineakademie in Kiel aufgestellte Kopie des Standbilds wurde im Zweiten Weltkrieg zerstört.